# Alabama 200 1968
Alabama 200 1968 var ett stockcarlopp ingående i Nascar Grand National Series (nuvarande Nascar Cup Series) som kördes 26 november 1967 på den 0,5 mile (8,851 km) långa ovalbanan Montgomery Speedway i Montgomery i Alabama. Totalt avverkades 100 miles (160,934 km) fördelat på 200 varv. Banunderlaget var asfalt. Loppet vanns av Richard Petty i en Plymouth på tiden 1:20.41 körande för Petty Enterprises. Pettys snitthastighet uppgick till 70,644 mph. Det var Pettys 76:e vinst av totalt 200 i karriären. Prispotten uppgick till 4 940 dollar, varav 1 200 dollar gick till segraren.

## Resultat
| Plc     | Nr | Förare           | Team/ bilägare              | Konstruktör | Start | Varv | Ledda varv |
| ------- | -- | ---------------- | --------------------------- | ----------- | ----- | ---- | ---------- |
| 1       | 43 | Richard Petty    | Petty Enterprises           | Plymouth    | 1     | 200  | 154        |
| 2       | 11 | Bobby Allison    | Holman Moody                | Ford        | 2     | 200  | 46         |
| 3       | 37 | Bobby Isaac      | K&K Insurance Racing        | Dodge       | 7     | 196  | 0          |
| 4       | 74 | Tom Pistone      | Turkey Minton               | Chevrolet   | 8     | 196  | 0          |
| 5       | 2  | Paul Lewis       | J.D. Bracken                | Chevrolet   | 5     | 195  | 0          |
| 6       | 06 | Neil Castles     | Neil Castles                | Dodge       | 17    | 193  | 0          |
| 7       | 39 | Friday Hassler   | Red Sharp                   | Chevrolet   | 6     | 191  | 0          |
| 8       | 87 | Buck Baker       | Buck Baker Racing           | Ford        | 12    | 190  | 0          |
| 9       | 20 | Clyde Lynn       | Negre Racing                | Ford        | 14    | 188  | 0          |
| 10      | 25 | Jabe Thomas      | Robertson Racing            | Ford        | 18    | 188  | 0          |
| 11      | 34 | Wendell Scott    | Scott Racing                | Ford        | 25    | 185  | 0          |
| 12      | 64 | Elmo Langley     | Langley-Woodfield Racing    | Ford        | 15    | 185  | 0          |
| 13      | 19 | Henley Gray      | Gray Racing                 | Ford        | 21    | 182  | 0          |
| 14      | 94 | E.J. Trivette    | i.u.                        | Ford        | 26    | 166  | 0          |
| 15      | 58 | Phil Wendt       | Ken Watter                  | Chevrolet   | 30    | 166  | 0          |
| 16      | 9  | Bill Vanderhoff  | Truett Rodgers              | Chevrolet   | 27    | 151  | 0          |
| 17      | 31 | Bill Ervin       | Ralph Murphy                | Ford        | 28    | 149  | 0          |
| 18      | 09 | Roy Tyner        | Roy Tyner                   | Pontiac     | 11    | 134  | 0          |
| 19      | 94 | Don Biederman    | Ron Stotten                 | Chevrolet   | 24    | 129  | 0          |
| 20      | 26 | LeeRoy Yarbrough | Junior Johnson & Associates | Ford        | 3     | 123  | 0          |
| 21      | 45 | Bill Seifert     | Seifert Racing              | Ford        | 20    | 118  | 0          |
| 22      | 17 | David Pearson    | Holman Moody                | Ford        | 4     | 102  | 0          |
| 23      | 4  | John Sears       | DeWitt Racing               | Ford        | 9     | 39   | 0          |
| 24      | 76 | Ben Arnold       | Don Culpepper               | Ford        | 23    | 39   | 0          |
| 25      | 21 | Bosco Lowe       | Negre Racing                | Ford        | 13    | 38   | 0          |
| 26      | 88 | Dub Simpson      | Negre Racing                | Oldsmobile  | 22    | 38   | 0          |
| 27      | 02 | Bob Cooper       | Bob Cooper                  | Oldsmobile  | 19    | 35   | 0          |
| 28      | 01 | Paul Dean Holt   | Dennis Holt                 | Ford        | 29    | 30   | 0          |
| 29      | 97 | Red Farmer       | Red Farmer                  | Ford        | 10    | 28   | 0          |
| 30      | 93 | Walson Gardner   | Walson Gardner              | Ford        | 16    | 26   | 0          |
| Källor: |    |                  |                             |             |       |      |            |